# Valasrivier (Lävasrivier)
Valasrivier (Zweeds: Valasjåkka of Vállasjohka) is een rivier die stroomt in de Zweedse  gemeente Kiruna. De rivier ontvangt haar water op de zuidwestelijke hellingen van de Valasberg. Ze stroomt echter niet direct naar het noorden, maar stroomt zuidelijk om de berg heen om pas later noordelijk te stromen, langs het Valasmeer naar de Lävasrivier. Ze is 12,42 km lang.
Afwatering: Valasrivier → Lävasrivier → Rautasrivier → Torne → Botnische Golf